# Karl-Max Seifert
Karl-Max Seifert (Dresda, ...) è stato un produttore di lampade e lampadari, proprietario dell'omonima fabbrica.
L'architetto Erich Heckel ne curò l'allestimento durante la prima mostra degli artisti della Die Brücke nel 1906. In quell'occasione dunque, la fabbrica oltre a contenere lampadari appesi al soffitto, ospitava le opere degli artisti appese alle pareti.